# Hippocrate (film)
Pour les articles homonymes, voir Hippocrate (homonymie).
Pour plus de détails, voir Fiche technique et Distribution.
Hippocrate est un film dramatique français réalisé par Thomas Lilti, sorti en 2014.
Il raconte l'histoire de Benjamin qui commence sa carrière de médecin par un stage en tant qu'interne dans le service que dirige son père. Mais malgré son enthousiasme initial, il est mis à rude épreuve dans sa découverte de la réalité du métier auquel il se destine.

## Synopsis
Benjamin est alors convoqué par sa supérieure, le Dr Denormandy, pour faire le point sur ce qui s'est produit. Benjamin avoue qu'il n'a pu faire l'ECG, ce à quoi le Dr Denormandy répond que si on le lui demande, il doit répondre qu'il l'a fait et qu'il n'a rien vu d'anormal. Le cas de ce patient détériore les relations entre Benjamin et Abdel, car Benjamin a dit à la veuve de M. Lemoine que c'était Abdel, et non lui, qui s'était occupé de son mari.
En parallèle, Benjamin et Abdel prennent également en charge Mme Richard, octogénaire atteinte d'un cancer métastasé et ancienne gymnaste qui a été opérée du col du fémur. Discutant du traitement à administrer et de la douleur ressentie par Mme Richard, Abdel décide de lui installer une pompe à morphine afin qu’elle ne souffre pas. Cependant, il s'avère également que la patiente se nourrit très peu, ce qui met sa vie en danger. Abdel s'oppose alors au Dr Denormandy quant à la procédure à suivre, et accepte avec réticence que l'on retire la pompe à morphine.
Lors d'une autre nuit de garde de Benjamin, ce dernier est appelé à la suite d'une perte de conscience de Mme Richard. Arrivant sur les lieux, il constate que ses collègues ont procédé à la réanimation de la patiente, ce qui provoque sa colère. Lorsque la famille de Mme Richard, prévenue par une infirmière, arrive à l'hôpital, Abdel et Benjamin discutent avec eux de la possibilité de mettre fin à la vie de la patiente, conformément à la loi Leonetti. La famille accepte, estimant qu'il est inutile de s'acharner davantage en faisant souffrir Mme Richard.
Abdel et Benjamin n'avaient cependant pas à prendre cette décision par eux-mêmes et en pleine nuit. Ils sont donc convoqués pour une audience disciplinaire en présence du chef de l'équipe de réanimation, du Dr Denormandy et du professeur Barois. Après discussion, il est décidé de ne pas sanctionner Benjamin compte tenu de son âge et de l'émotion ressentie sur le moment. En revanche, une notification de faute doit être versée au dossier d'Abdel, au désarroi de celui-ci : en effet, cela l'empêchera probablement de pouvoir effectuer d'autres internats, mettant ainsi un terme à son projet de voir son équivalence de diplôme algérien reconnue et de pouvoir exercer en tant que médecin en France.
Benjamin, qui a fini par se lier d'amitié avec Abdel, est dévasté par cette décision, affirmant que tout est de sa faute. Un soir, il se saoule et se rend chez Mme Lemoine, qu'il informe du fait qu'ils n'ont pas fait tous les examens nécessaires qui auraient pu éviter le décès de son ancien mari, avant de se rendre à l'hôpital où il commence à saccager le matériel et à déranger les patients, fuyant les infirmiers et les agents de sécurité. Cependant, il finit par se faire renverser par un camion après avoir quitté l'hôpital. Le lendemain matin, alors que tous les internes sont rassemblés, le professeur Barois et le directeur de l'hôpital les informent que Benjamin s'est réveillé et qu'une plainte pour erreur médicale a été déposée par Mme Lemoine. Révolté, le personnel médical s'en prend au directeur, affirmant que c'est parce qu'ils sont en sous-effectif et qu'ils n'ont droit qu'à du matériel défectueux que ce genre d'erreur se produit. Pour les mêmes raisons, ils demandent la suspension de la sanction d'Abdel, qu'ils obtiennent.
Benjamin finit par se rétablir, heureux d'apprendre qu'Abdel va pouvoir continuer à exercer. Il change quant à lui de service et rejoint le service de neurologie, l'enthousiasme de ses débuts retrouvé.

## Fiche technique
Sauf indication contraire, les informations mentionnées dans cette section peuvent être confirmées par la base de données cinématographiques IMDb,  présente dans la section « Liens externes ».
- Titre original : Hippocrate
- Réalisation : Thomas Lilti
- Scénario : Thomas Lilti, Julien Lilti, Baya Kasmi et Pierre Chosson, collaboration au scénario Shérazade Khalladi
- Musique : Alexandre Lier, Sylvain Ohrel et Nicolas Weil
- Direction artistique : Camille Guillon
- Décors : Philippe van Herwijnen
- Costumes : Cyril Fontaine
- Photographie : Nicolas Gaurin
- Son : Jean-Paul Hurier, Niels Barletta, Raphael Sohier
- Montage : Christel Dewynter
- Production : Emmanuel Barraux et Agnès Vallée
  - Coproduction : Valérie Boyer[1]
- Sociétés de production[2] : 31 Juin Films, en coproduction avec France 2 Cinéma, avec la participation de France Télévisions, Canal+, Ciné+, le CNC et Le Pacte, en association avec Sofica Manon 3, Palatine Étoile 10 et Palatine Étoile 11, avec le soutien de la région Île-de-France, Fonds Images de la Diversité, l'Agence nationale pour la cohésion sociale et l'égalité des chances et ANGOA
- Sociétés de distribution[3] : Le Pacte (France) ; Les Films de l'Elysée (Belgique) ; FunFilm Distribution (Québec)
- Budget : 3 785 000 €[4]
- Pays de production :  France
- Langue originale : français
- Format[5] : couleur - DCP Digital Cinema Package - 2,35:1 (Cinémascope) - son Dolby Digital
- Genre : comédie dramatique
- Durée : 98 minutes
- Dates de sortie[6] :
  - France : 22 mai 2014 (Festival de Cannes) ; 12 juin 2014 (Champs-Élysées Film Festival) ; 5 juillet 2014 (Festival Paris Cinéma) ; 22 août 2014 (Festival du film francophone d'Angoulême) ; 3 septembre 2014 (Festival du film francophone d'Angoulême et sortie nationale)
  - Belgique : 3 septembre 2014[7]
  - Suisse romande : septembre 2014 (Festival du film français d'Helvétie)
  - Québec : 19 décembre 2014[8]
- Classification[9] :
  - France : tous publics[10]
  - Belgique : tous publics (Alle Leeftijden)[7]
  - Québec : tous publics - déconseillé aux jeunes enfants (G - General Rating)[8]

## Distribution

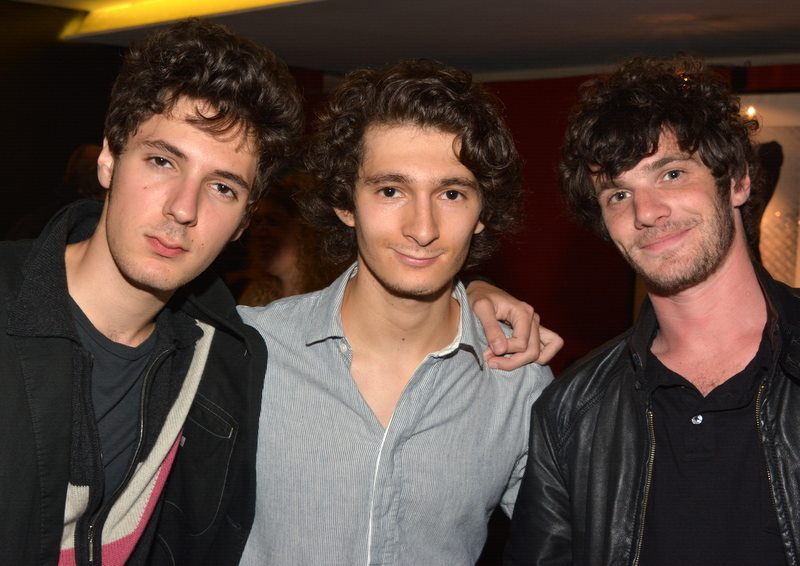
Les acteurs Vincent Lacoste et Félix Moati, entourant leur confrère Anthony Sonigo, à l'avant-première du film.

- Vincent Lacoste : Benjamin Barois
- Reda Kateb : Abdel Rezzak
- Jacques Gamblin : Professeur Barois, père de Benjamin
- Marianne Denicourt : Dr Denormandy
- Félix Moati : Stéphane
- Carole Franck : Myriam
- Philippe Rebbot : Guy
- Fanny Sidney : Estelle
- Tiphaine Daviot : Jeanne
- Johann Dionnet : Yohann
- Jeanne Cellard : Mme Richard
- Isalinde Giovangigli : la fille de Mme Richard
- Thierry Gary : le fils de Mme Richard
- Erwan Laurent : Manu
- Christophe Odent : Professeur Truelle
- Christiane Oui-Oui : La femme du ménage
- Sylvie Lachat : La surveillante-générale

## Production

### Tournage
Le film est principalement tourné pour les scènes intérieures dans une aile désaffectée de l'hôpital Rothschild dans le 12e arrondissement de Paris et dans les rues environnantes pour les scènes extérieures. Les scènes de sous-sol et de salle de garde ont été tournées à l’hôpital Raymond-Poincaré de Garches où a travaillé en tant qu'interne le réalisateur Thomas Lilti : pour l’occasion, le metteur en scène a fait repeindre une fresque pour y faire figurer Jacques Gamblin, un « grand patron » dans le film.

## Accueil

### Box-office
Le film engendre 33 339 entrées lors de son premier jour d’exploitation et 238 994 entrées lors de sa première semaine.
Le film termine son exploitation au cinéma avec 950 231 entrées.

## Distinctions

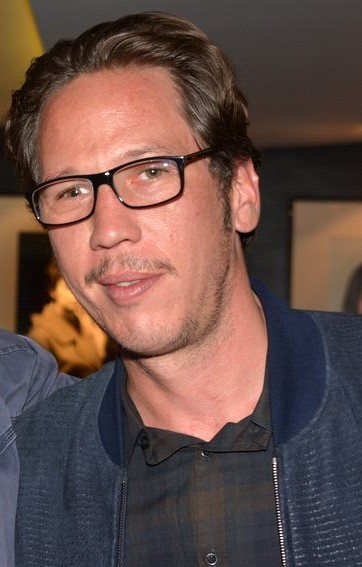
Et l'acteur césarisé pour sa performance, Reda Kateb.

Entre 2014 et 2015, Hippocrate a été sélectionné 13 fois dans diverses catégories et a remporté 2 récompenses,.

### Récompenses
- Festival du film francophone d'Angoulême 2014 : Valois d'or pour Thomas Lilti.
- Césars 2015 : César du meilleur acteur dans un second rôle pour Reda Kateb.

### Nominations
- Festival international du film de Gijón 2014 : Meilleur film pour Thomas Lilti.
- Césars 2015 : 
  - Meilleur film pour Agnès Vallée, Emmanuel Barraux et Thomas Lilti,
  - Meilleur réalisateur pour Thomas Lilti,
  - Meilleur acteur pour Vincent Lacoste,
  - Meilleure actrice dans un second rôle pour Marianne Denicourt,
  - Meilleur scénario original pour Thomas Lilti, Baya Kasmi, Pierre Chosson et Julien Lilti.
  - Meilleur montage pour Christel Dewynter.
- Globe de Cristal 2015 :
  - Meilleur film pour Thomas Lilti,
  - Meilleur acteur pour Reda Kateb.
- Lumières de la presse internationale 2015 : Meilleur scénario pour Thomas Lilti, Baya Kasmi, Pierre Chosson et Julien Lilti.

### Sélections
- 48e Semaine de la critique : Film de clôture durant le Festival de Cannes 2014.

## Autour du film

### Série
Le film est adapté en série depuis 2018 sur Canal + par Thomas Lilti (Hippocrate).